# Lola Arias
Lola Arias (Buenos Aires, 3 de setembre de 1976) és una escriptora, directora de teatre i cinema, i artista multidisciplinària el treball de la qual reuneix persones de diversos àmbits (veterans de guerra, refugiats, treballadores sexuals, ex recluses, entre altres) en projectes de teatre, cinema, literatura, música i arts visuals. La seva obra desafia els límits entre realitat i ficció, explorant noves maneres de narrar la història i la memòria col·lectiva.
El 2024, Arias va guanyar el prestigiós International Ibsen Award.

## Biografia
Lola Arias  va néixer a Buenos Aires en 1976. Per a Lola Arias, l'art és vist com «l'encreuament de moltes arts» (Arias, 2017), així doncs, és definida com a escriptora, actriu, performer, directora teatral i de cinema. La seva formació a Londres i la influència del teatre documento alemany és la base del seu treball actual.
Va estudiar Lletres a la Universitat de Buenos Aires, dramatúrgia a l'Escola d'Art Dramàtic i teatre amb Ricardo Bartís i Pompeyo Audivert.  Va estudiar també dramatúrgia a Londres (Royal Court Theatre) i a Madrid (Casa de América). Amb Ulises Conti compon música per a les seves obres.
La seva obra és àmplia i variada, incloent-hi literatura, teatre, poesia, música, performances, cinema i relats en revistes i en diaris argentins. Col·labora amb artistes de diferents disciplines en projectes d'art, música i cinema. Els seus projectes transiten la frontera entre la ficció i el real. En col·laboració amb l'artista suís Stefan Kaegi va desenvolupar projectes de teatre documental com Chácara Paraíso o Airport kids.
Els seus textos van ser traduïts a més de set idiomes i es van presentar en festivals a tot el món, com ara: Steirischer Herbst, Graz; Festival d'Avinyó; Theater Spektakel, Zuric; We are here, Dublin; Spielart Festival, Munic; Alkantara Festival, Lisbon; Radicals Festival, Barcelona: Under the Radar, NY. I en espais d'art com: Red Cat LA, Walker Art Centre Minneapolis, Museum of Contemporary Art Chicago.

## Teatre
Entre 2001 i 2007, Lola Arias va escriure i va dirigir sis obres de ficció: La escuálida familia, Estudios sobre la memoria amorosa, Poses para dormir, i la trilogia composta per El amor es un francotirador, Sueño con revólver i Striptease. A partir de 2007, va començar a desenvolupar teatre documental, col·laborant amb persones que han travessat experiències històriques significatives.
Les seves primeres obres en aquest camp inclouen Mi vida después (CTBA, Buenos Aires, 2009), basada en els relats de vida de sis intèrprets que reconstrueixen les històries dels seus pares durant la dictadura argentina, i Familienbande (Münchner Kammerspiele, Múnich, 2009), una exploració de les dinàmiques familiars contemporànies.
That Enemy Within (HAU, Berlín, 2010) involucra a bessons idèntics en una reflexió sobre la identitat. El año en que nací (Teatro a Mil, Santiago, 2012) reuneix testimoniatges de persones nascudes durant la dictadura de Pinochet. Melancolía y manifestaciones (Wiener Festwochen, Viena, 2012) aborda la depressió de la mare de l'autora, mentre que El arte de hacer dinero (Stadttheater Bremen, 2013) explora la compassió i la ficció des de la perspectiva de persones en situació de carrer, treballadores sexuals i músics de carrer. El arte de llegar (Stadttheater Bremen, 2015)  tracta sobre l'inici d'una nova vida en un altre país, centrat en l'experiència de nens búlgars residents a Alemanya.
Campo minado / Minefield (Royal Court Theatre, Londres, 2016) reuneix veterans britànics i argentins de la Guerra de les Malvines / Falkland. Atlas del comunismo (Maxim-Gorki Theater, Berlín, 2016) entrellaça històries de dones de diferents generacions provinents de la ex Alemanya de l'Est. What They Want to Hear (Münchner Kammerspiele, Múnich, 2018) reconstrueix el cas real d'un arqueòleg sirià atrapat durant anys en el sistema d'asil alemany. Futureland (Maxim-Gorki Theater, Berlín, 2019) és una obra de ciència-ficció documental protagonitzada per menors no acompanyats que van emigrar a Alemanya.
Ich bin nicht tot (Staatstheater Hannover y Theaterformen Festival, 2021) presenta a persones majors de 65 anys reflexionant sobre el seu paper en la societat pandèmica.
El 2021, Arias va presentar Lengua Madre, una enciclopèdia escènica sobre la reproducció en el segle XXI, creada a partir de diverses històries relacionades amb la maternitat, i representada per diferents comunitats a Bolonya, Madrid i Berlín. A Happy Nights (Theater Bremen, 2023), el públic és convidat a entrar en sales immersives per a interactuar amb ballarines i treballadores sexuals, reflexionant sobre les nostres relacions amb el sexe, els diners, el desig i el dolor. La seva obra més recent, Los días afuera (2024), continuació del treball iniciat amb la pel·lícula Rees, presenta a ex recluses argentines, tant dones cis com a persones trans, que narren les seves vides fora de la presó.

## Obres
| Any       | Títol                                                                   | Tipus                                     | Lloc d'estrena / Producció                                               |
| --------- | ----------------------------------------------------------------------- | ----------------------------------------- | ------------------------------------------------------------------------ |
| 2001      | La escuálida familia                                                    | Ficción                                   | Centro Cultural Ricardo Rojas, Buenos Aires                              |
| 2003      | Estudios sobre la memoria amorosa                                       | Ficción                                   | CETC – Teatro Colón, Buenos Aires                                        |
| 2004      | Poses para dormir                                                       | Ficción                                   | El Camarín de las Musas, Buenos Aires                                    |
| 2007      | Trilogía: El amor es un francotirador / Sueño con revólver / Striptease | Ficción                                   | Espacio Callejón, Buenos Aires                                           |
| 2009      | Mi vida después                                                         | Teatro documental                         | CTBA – Teatro Sarmiento, Buenos Aires                                    |
| 2009      | Familienbande                                                           | Teatro documental                         | Münchner Kammerspiele, Múnich                                            |
| 2010      | That Enemy Within                                                       | Teatro documental                         | HAU Hebbel am Ufer, Berlín                                               |
| 2012      | El año en que nací                                                      | Teatro documental                         | Festival Teatro a Mil, Santiago de Chile                                 |
| 2012      | Melancolía y manifestaciones                                            | Teatro documental                         | Wiener Festwochen, Viena                                                 |
| 2013      | El arte de hacer dinero                                                 | Teatro documental                         | Stadttheater Bremen, Alemania                                            |
| 2015      | El arte de llegar                                                       | Teatro documental                         | Stadttheater Bremen, Alemania                                            |
| 2016      | Campo minado / Minefield                                                | Teatro documental                         | Royal Court Theatre, Londres                                             |
| 2016      | Atlas del comunismo                                                     | Teatro documental                         | Maxim-Gorki Theater, Berlín                                              |
| 2018      | What They Want to Hear                                                  | Teatro documental                         | Münchner Kammerspiele, Múnich                                            |
| 2019      | Futureland                                                              | Teatro documental                         | Maxim-Gorki Theater, Berlín                                              |
| 2021      | Ich bin nicht tot                                                       | Teatro documental                         | Staatstheater Hannover / Festival Theaterformen                          |
| 2021–2022 | Lengua Madre / Mother Tongue                                            | Teatro documental                         | ERT Bologna / Teatre Lliure Barcelona / Centro Dramático Nacional Madrid |
| 2023      | Happy Nights                                                            | Teatro documental / Performance inmersiva | Theater Bremen, Alemania                                                 |
| 2024      | Los días afuera                                                         | Teatro documental                         | Maxim-Gorki Theater, Berlín                                              |

## Filmografiía
Directora
- Teatro de guerra  (2018)[33][34]
- Reas (2024)

Coguionista
- Por razones personales (1999)

Intèrpret
- Por razones personales (1999)
- Historias extraordinarias (2008) ...Alicia
- La prisionera (2006) ...Isabel
- Potestad (2003) ...Mare de Adriana
- Cien pesos (2003) (curtmetratge)

## Premis i reconeixements
| Any  | Premio / Festival                                    | Categoria / Reconeixement                                                           | Obra (si aplica) |
| ---- | ---------------------------------------------------- | ----------------------------------------------------------------------------------- | ---------------- |
| 2014 | Premi Konex – Diploma al Mèrit                       | Teatre: una de les cinc figures més destacades del quinquenni 2009–2013             | —                |
| 2018 | Preis der Autoren (Alemanya)                         | Premi a la trajectòria atorgat per dramaturgs alemanys                              | —                |
| 2024 | Premi Konex – Diploma al Mèrit                       | Teatre: una de les sis figures més destacades del quinquenni 2014–2018              | —                |
| 2024 | Premi Internacional Ibsen (Noruega)                  | Principal guardó internacional en teatre contemporani.                              | —                |
| 2024 | Thessaloniki International Documentary Festival      | Film Forward Competition – Golden Alexander i Mermaid Award                         | *Reas*           |
| 2024 | Luxembourg City Film Festival                        | Millor Documental.                                                                  | *Reas*           |
| 2024 | Cinélatino – Rencontres de Toulouse                  | Premi del Públic                                                                    | *Reas*           |
| 2024 | MIX Festival Internazionale di Cinema LGBTQ+ (Milán) | Millor Documental                                                                   | *Reas*           |
| 2024 | Festival de Films de Femmes                          | Premi del Jurat Anna Politkovskaya i Premi del Públic al Millor Documental          | *Reas*           |
| 2024 | Festival de Cinema de Lima                           | Menció Especial al Millor Documental.                                               | *Reas*           |
| 2024 | Gaze LGBTQIA Film Festival                           | Premi del Jurado.                                                                   | *Reas*           |
| 2024 | Festival de Sant Sebastià                            | Premi Sebastiane a la millor pel·lícula LGBTIQ+                                     | *Reas*           |
| 2024 | NewFest – New York LGBTQ+ Film Festival              | Gran Premi del Jurat i Premi del Públic al Millor Documental                        | *Reas*           |
| 2024 | Weiterstadt Queer Film Festival                      | Premi Queer Don Quijote                                                             | *Reas*           |
| 2024 | LesGaiCineMad                                        | Menció Especial del Jurat a l'elenc i Premi del Públic a la Millor Pel·lícula Queer | *Reas*           |
| 2024 | Festival Écrans Mixtes (Lió)                         | Premi Honorífic Philippe Vallois                                                    | *Reas*           |